# Monastyryščský rajón
Monastyryščský rajón (ukrajinsky Монастирищенський район) byl rajón v Čerkaské oblasti na Ukrajině. Hlavním městem bylo Monastyryšče a rajón měl přibližně 35 tisíc obyvatel.

## Sídla v rajónu
- Cybuliv
- Monastyryšče